# سلاح (فیلم ۲۰۰۲)
سلاح (به هندی: Hathyar) فیلمی محصول سال ۲۰۰۲ و به کارگردانی ماهش مانجرکار است. در این فیلم بازیگرانی همچون سانجی دات، شیلپا شتی، شاراد کاپور، اورمیلا ماتوندکار، شاکتی کاپور، گلشن گروور، شیواجی ساتام، دیپاک تیجوری، ریما لاگو، نامراتا شیرودکار، ایندر کومار، هارش چاهایا ایفای نقش کرده‌اند.